# Amar es combatir
Amar es combatir es el título del séptimo álbum de estudio y vigésimo oficial grabado por la banda de rock en español mexicana Maná, Fue lanzado al mercado por la compañía discográfica Warner Music Latina el 22 de agosto de 2006, cuatro años después del lanzamiento de su último álbum de estudio Revolución de amor (2002). En la actualidad, ya el álbum ronda los dos millones de copias vendidas.

## Antecedentes y lanzamiento
Se publicó simultáneamente en más de 40 países. En este álbum no pudieron contar con la participación de la banda irlandesa de rock U2 como ellos querían, así que el invitado fue el cantautor y músico dominicano Juan Luis Guerra para cantar a dúo con la banda mexicana. El álbum Amar es combatir fue producido por el líder de la banda Fher Olvera y coproducido por Álex González y cuenta con 13 canciones.

## Rendimiento comercial
Este disco de Maná ha sido uno de los más exitosos de su carrera, tanto así que a una semana de su lanzamiento ya fue galardonado con discos de oro y platino por más de 200 000 copias vendidas. Este álbum se colocó en la primera posición de la lista Top Latin Albums y Latin Pop Albums, respectivamente y cuarto en Billboard 200 de la revista musical Billboard por 87 000 copias vendidas en los Estados Unidos.
Recibió un disco de doble platino por las ventas de 400 000 copias en los Estados Unidos, así como discos de oro y platino adicionales en México por las ventas de 350 000 copias en Internet. 
}

## Recepción
Amar es combatir debutó en el #4 en el Billboard 200 y #1 en los álbumes de rock de Billboard Top, vendiendo cerca de 87.000 copias en su primera semana de lanzamiento en los Estados Unidos. Esto marcó la mayor primera semana de ventas y la posición de la tabla para un álbum en español por un dúo o grupo y el primer álbum en español en debutar encima de la cifra de rock álbumes. Que también está relacionada con Fijación oral vol.1 (2005) de Shakira. como el más alto debut de un álbum en español en la historia de Billboard.
El álbum ha producido tres Billboard Hot Latin Tracks y tres Billboard Latin Pop Airplay de número uno de singles: "Labios compartidos", "Bendita tu tuz" (a dúo con Juan Luis Guerra) y "Manda una señal".

## Promoción
Contó con 5 sencillos: «Labios compartidos», «Bendita tu luz» (a dúo con Juan Luis Guerra), «Manda una señal», «Ojalá pudiera borrarte» y «El rey tiburón».

## Lista de canciones
| Amar es combatir |                                               |               |               |          |  |
| N.º              | Título                                        | Letras        | Música        | Duración |  |
| 1.               | «Manda una señal»                             | Fher Olvera   | Fher Olvera   | 5:09     |  |
| 2.               | «Labios compartidos»                          | Fher Olvera   | Fher Olvera   | 5:16     |  |
| 3.               | «Ojalá pudiera borrarte»                      | Fher Olvera   | Fher Olvera   | 4:56     |  |
| 4.               | «Arráncame el corazón»                        | Fher Olvera   | Álex González | 4:44     |  |
| 5.               | «Tengo muchas alas»                           | Fher Olvera   | Fher Olvera   | 4:32     |  |
| 6.               | «Dime Luna»                                   | Fher Olvera   | Fher Olvera   | 4:50     |  |
| 7.               | «Bendita tu luz» (a dúo con Juan Luis Guerra) | Fher Olvera   | Sergio Vallín | 4:24     |  |
| 8.               | «Tú me salvaste»                              | Álex González | Álex González | 4:19     |  |
| 9.               | «Combatiente»                                 | Fher Olvera   | Álex González | 4:36     |  |
| 10.              | «El viaje (Dub)»                              | Álex González | Álex González | 4:15     |  |
| 11.              | «El rey tiburón»                              | Fher Olvera   | Fher Olvera   | 4:51     |  |
| 12.              | «Somos mar y arena»                           | Fher Olvera   | Sergio Vallín | 4:43     |  |
| 13.              | «Relax»                                       | Sergio Vallín | Sergio Vallín | 4:16     |  |

| Deluxe Limited Edition CD |                                                                 |             |               |          |  |
| N.º                       | Título                                                          | Letras      | Música        | Duración |  |
| 14.                       | «Labios compartidos» (Versión urbana)                           | Fher Olvera | Fher Olvera   | 4:26     |  |
| 15.                       | «Bendita tu luz» (Versión bachata - a dúo con Juan Luis Guerra) | Fher Olvera | Sergio Vallín | 4:16     |  |
| 16.                       | «Manda una señal» (Versión acústica)                            | Fher Olvera | Fher Olvera   | 4:37     |  |

| Deluxe Limited Edition DVD |                                                         |          |  |
| N.º                        | Título                                                  | Duración |  |
| 1.                         | «Labios compartidos (Vídeo musical)»                    | 4:45     |  |
| 2.                         | «Bendita tu luz (Vídeo musical)» (con Juan Luis Guerra) | 4:10     |  |
| 3.                         | «Manda una señal (Vídeo musical)»                       | 4:51     |  |
| 4.                         | «Bendita tu luz (Vídeo musical alternativo)»            | 4:09     |  |
| 5.                         | «Labios compartidos (Versión acústica en Telefe)»       | 4:58     |  |
| 6.                         | «EPK Amar es Combatir (Español)»                        | 7:24     |  |
| 7.                         | «EPK Amar es Combatir (Inglés)»                         | 7:23     |  |
| 8.                         | «Fotogalería»                                           | 1:35     |  |

## Créditos y personal
- Francisco Ayon - Asistente
- Miguel Bustamante - Asistente de ingeniero
- Juan Calleros - Bajo Sexto, miembro del grupo
- Juan Luis Guerra - vocalista invitado Productor invitado de Bendita tu luz (versión bachata)
- Albert Menéndez esterlina - Teclados
- Fher Olvera - guitarra acústica, armónica, guitarra eléctrica, voz principal, el productor, el coro, el concepto de diseño, los miembros del grupo
- Carlos Pérez - el diseño gráfico, director creativo, diseño de concepto
- Fernando Quintana - Coro
- Luis Rey - Coro
- Thom Russo - mezcla, grabación
- Fabián Serrano - La edición digital, la coordinación
- Fernando Vallín - guitarra, bajo sexto, edición digital, el coro, técnico de guitarra
- Sergio Vallín - Guitarra acústica, guitarra eléctrica, el coro, miembro del grupo
- Javier Valverde - La edición digital, asistente del ingeniero

## Posicionamiento en listas
| Listas (2006/2007)                    | Máxima posición |
| ------------------------------------- | --------------- |
| Argentina Album Chart                 | 1               |
| México Mexican AMPROFON Albums Chart  | 1               |
| España Spanish PROMUSICAE Chart Álbum | 1               |
| Suiza Swiss Record Charts             | 4               |
| Peruvian Albums Chart                 | 1               |
| U.S. Billboard Top Latin Albums       | 1               |
| U.S. Billboard Latin Pop Albums       | 1               |
| U.S. Billboard Top Rock Albums        | 1               |
| U.S. Billboard 200                    | 4               |
| U.S. Billboard Top Internet Albums    | 4               |
| Uruguayan Álbum Charts                | 1               |